# 威奇托縣 (德克薩斯州)
威奇托縣（英語：Wichita County）是美国德克萨斯州北部的一個縣，北鄰奧克拉荷馬州。面積1,639平方公里。根據2020年美國人口普查，共有人口129,350人。縣治威奇托福爾斯（Wichita Falls）。該縣成立於1858年2月1日，縣名紀念印第安人的一支威奇托人。